# Landtagswahl in Niederösterreich 1998
- SPÖ: 18
- GRÜNE: 2
- ÖVP: 27
- FPÖ: 9

Die Landtagswahl in Niederösterreich des Jahres 1998 fand am 22. März statt. Insgesamt bemühten sich sieben Parteien um die 56 Mandate im niederösterreichischen Landtag. Die ÖVP, SPÖ, FPÖ, das Liberale Forum, die Grünen,  und die KPÖ traten in allen 21 Wahlkreisen an.
Neu kandidierten das BGÖ (Bürgerliche Grüne Österreichs für ein atomfreies Österreich Gentechnik rasch überwinden – Natur erhalten), sowie die LPW (Liste Pepi Wagner) in allen Wahlkreisen. Im Wahlkreis Krems trat noch L.ZÖCH (Vernunft für Niederösterreich – Dr. Wolfgang Zöch) an.
Die Reihung auf dem Stimmzettel war uneinheitlich.
Von den zum Stichtag 1.473.813 Einwohnern waren 1.291.108 wahlberechtigt.
| Partei   | Ergebnisse 1998 | Ergebnisse 1998 | Ergebnisse 1998 | Ergebnisse 1993 | Ergebnisse 1993 | Ergebnisse 1993 | Differenzen | Differenzen | Differenzen |
| -------- | --------------- | --------------- | --------------- | --------------- | --------------- | --------------- | ----------- | ----------- | ----------- |
|          | Stimmen         | %               | Mand.           | Stimmen         | %               | Mand.           | Stimmen     | %           | Mand.       |
| Gesamt   | 928.932         | 71,95 %         |                 | 958.843         | 75,54 %         |                 | + 21.717    | + 1,71 %    |             |
| Ungültig | 24.234          |                 |                 | 25.679          |                 |                 | - 1.445     |             |             |
| Gültig   | 904.698         | 97,39 %         |                 | 933.164         | 97,32 %         |                 | −28.466     | +0,07 %     |             |
| ÖVP      | 405.900         | 44,87 %         | 27              | 412.730         | 44,23 %         | 26              | - 6.830     | + 0,64 %    | + 1         |
| SPÖ      | 274.980         | 30,39 %         | 18              | 316.516         | 33,92 %         | 20              | - 41.536    | - 3,53 %    | - 2         |
| FPÖ      | 145.514         | 16,08 %         | 9               | 112.433         | 12,05 %         | 7               | + 33.081    | + 4,03 %    | + 2         |
| LIF      | 19.279          | 2,13 %          | 0               | 47.773          | 5,12 %          | 3               | - 28.494    | - 2,99 %    | - 3         |
| GRÜNE    | 40.639          | 4,49 %          | 2               | 29.589          | 3,17 %          | 0               | + 11.050    | + 1,32 %    | + 2         |
| BGÖ      | 5.208           | 0,58 %          | 0               | -               | - %             | -               | + 5.208     | + 0,58 %    | ±0          |
| LPW      | 7.060           | 0,78 %          | 0               | -               | - %             | -               | + 7.060     | + 0,78 %    | ±0          |
| KPÖ      | 5.811           | 0,64 %          | 0               | 2.170           | 0,23 %          | 0               | + 3.641     | + 0,41 %    | ±0          |
| L.ZÖCH   | 307             | 0,03 %          | 0               | -               | - %             | -               | + 307       | + 0,03 %    | ±0          |